# Лиланд (Ајова)
Лиланд (енгл. Leland) град је у америчкој савезној држави Ајова. По попису становништва из 2010. у њему је живело 289 становника.

## Демографија
Према попису становништва из 2010. у граду је живело 289 становника, што је 31 (12,0%) становника више него 2000. године.
| Група             | 2000.       | 2010.       |
| Белци             | 241 (93,4%) | 263 (91,0%) |
| Афроамериканци    | 0 (0,0%)    | 3 (1,0%)    |
| Азијати           | 4 (1,6%)    | 4 (1,4%)    |
| Хиспаноамериканци | 9 (3,5%)    | 16 (5,5%)   |
| Укупно            | 258         | 289         |